# Anthrenus mesopotamicus
Anthrenus mesopotamicus is een keversoort uit de familie spektorren (Dermestidae). De wetenschappelijke naam van de soort werd in 2001 gepubliceerd door Háva.